# Оксид тантала(II)
Оксид тантала(II) — неорганическое соединение металла тантала и кислорода с формулой TaO, 
чёрные кристаллы.

## Получение
- Восстановление углём оксида тантала(V) в вакууме:

{\displaystyle {\mathsf {Ta_{2}O_{5}+3C\ {\xrightarrow {T}}\ 2TaO+3CO}}}

## Физические свойства
Оксид тантала(II) образует чёрные кристаллы 
кубической сингонии.

## Примечание
- В литературе встречаются утверждения, что за окислы тантала Ta6O, Ta4O, Ta2O и TaO ошибочно принимались оксикарбиды или оксинитриды тантала.